# カダシャン・ベイ (護衛空母)
カダシャン・ベイ (USS Kadashan Bay, AVG/ACV/CVE-76) は、アメリカ海軍の護衛空母。カサブランカ級航空母艦の22番艦。艦名はアラスカのカダシャン湾にちなむ。

## 艦歴
「カダシャン・ベイ」は1942年8月20日にACV-76（補助空母）に艦種変更され、1943年7月15日に再びCVE-76（護衛空母）へと艦種変更された。1943年12月11日に合衆国海事委員会の契約下ワシントン州バンクーバーのカイザー造船所でオードリー・アッカーマンによって進水する。1944年1月18日にR. N. ハンター艦長の指揮下で就役した。
整調後、「カダシャン・ベイ」は1944年3月6日にサンディエゴを出航しエスピリトゥサント島へ向かった。同島へ2度の航海を行い、合計154機の航空機を送り届け、5月13日にサンディエゴに帰還した。修理及び訓練後、7月10日に出航し真珠湾の空母部隊に合流する。1ヶ月後ツラギ島へ向けて出航、9月に行われるパラオへの攻撃の最終準備に入った。
「カダシャン・ベイ」は9月6日にツラギ島を出航、6日後に搭載航空団がペリリュー島の日本軍陣地に対する侵攻前の空襲を行った。地上部隊は9月15日に上陸し、フィリピン侵攻を支援するための航空基地として同島を占領した。マヌス島で準備が完了し、「カダシャン・ベイ」はフェリックス・スタンプ少将率いる第77.4.2任務隊（通称「タフィ2」）に加わり、10月14日にレイテ湾に向けて出航した。10月21日にレイテ湾沖に到着すると、直ちに沿岸の部隊に対する支援攻撃を開始した。4日後、搭載偵察機の1機、ハンス・L・ジェンセン少尉機がサマール島沖で栗田健男中将率いる日本艦隊を発見した。サマール沖海戦で「カダシャン・ベイ」は戦闘機3機と雷撃機3機を発艦させ、栗田艦隊への攻撃を行った。任務が完了するとマヌス島へ向けて出航し、11月3日に到着した。
フィリピンでの戦闘は継続し、「カダシャン・ベイ」の航空部隊は12月中旬に11機の敵機と遭遇した。ルソン島上陸のための準備を行い、1945年1月3日に主力部隊に合流した。5日後の1月8日にルソン島沖に到着、早朝の航空攻撃に参加した。その日の午前、特攻機が主力部隊に攻撃を仕掛けてきた。この日の主力は日本陸軍の神風で、オーストラリア重巡洋艦「オーストラリア (HMAS Australia, D84) 」と「カダシャン・ベイ」に1機ずつ突入した。敵機は艦橋下の艦中央部に激突し、一時間半に及ぶダメージ・コントロールの努力が続けられた。「カダシャン・ベイ」は1月12日にレイテ島に到着し、応急修理が行われた後、2月13日に本修理のためサンフランシスコに向かった。
「カダシャン・ベイ」は4月8日に真珠湾に向けて出航。4月14日に到着し、その後太平洋の島々の間を航空機及び便乗者を乗せて巡航した。7月には日本本土への攻撃を行う第3艦隊（ウィリアム・ハルゼー大将）のための補給任務を命じられ、真珠湾への航海の途中に日本の敗戦の報を知る。
「カダシャン・ベイ」は9月にマジック・カーペット作戦に参加し、帰還兵を乗せて9月26日にサンフランシスコに到着した。続く3ヶ月にわたって、兵士達を帰国させるため真珠湾、グアム島、沖縄、中国からの航海を繰り返した。12月22日にサンペドロに到着、これが最後の太平洋からの航海となった。1946年1月10日にサンディエゴを出航し、ボストンに向かう。1月29日にボストンに到着し、6月14日に退役、同地で大西洋予備役艦隊入りした。その後、1956年6月12日にCVU-76（雑役空母）に艦種変更され、1959年8月13日にスクラップとして廃棄された。
「カダシャン・ベイ」は第二次世界大戦の戦功での2つの従軍星章を受章した。